# 馬瑙雷市

馬瑙雷市（西班牙語：Municipio Manaure），是委內瑞拉的一個市，位於該國西北部法爾孔州，首府設於亞拉卡爾，面積190平方公里，2011年人口10,874，人口密度為每平方公里57人。